# Vojni ordinarijat
Vojni ordinarijat je posebno crkveno područje izjednačeno s biskupijom, zaduženo za pastoralnu skrb pripadnika oružanih snaga (i redarstvenih službi u većem dijelu slučajeva) neke države. Naziva se i vojna biskupija. Vojni ordinarijat uspostavlja Sveta Stolica u skladu s propisima kanonskoga prava i najčešće na temelju posebnoga dogovora između Svete Stolice i dotične države.
Na čelu Vojnoga ordinarijata nalazi se vojni ordinarij, koji se naziva i vojnim biskupom. Imenuje ga papa kao i sve druge biskupe. Vojni ordinarij ili vojni biskup član je Biskupske konferencije države u kojoj je sjedište Vojnoga ordinarijata.

## Poveznice
- Vojni ordinarijat u Republici Hrvatskoj
- Vojni ordinarijat u Bosni i Hercegovini